# Dan Quayle
Pour les articles homonymes, voir Quayle.
James Danforth Quayle, dit Dan Quayle, né le 4 février 1947 à Indianapolis (Indiana), est un homme d'État américain. 
Membre du Parti républicain, il est représentant puis sénateur de l'Indiana et le 44e vice-président des États-Unis entre 1989 et 1993 dans l'administration du président George H. W. Bush. 
Il est également candidat malheureux à l'investiture républicaine lors de l’élection présidentielle de 2000 au profit de George W. Bush.

## Biographie
Dan Quayle est né le 4 février 1947 à Indianapolis, dans l'État de l'Indiana. Il est l'aîné d'une famille de quatre enfants.
Diplômé d'une licence en science politique de l'université DePauw en 1969, il rejoint la garde nationale de l'Indiana et y sert jusqu'en 1975.
En 1974, il est diplômé d'une licence en droit à l'université de l'Indiana.

### Ascension politique

#### Congrès américain
Après des débuts prometteurs dans le service public, Dan Quayle se lance dans la politique du côté républicain et se fait élire au Congrès américain à la Chambre des représentants en battant un élu sortant démocrate. En 1978, il est réélu avec un score record.
En 1980, âgé de seulement 33 ans, il devient le second plus jeune sénateur (après Ted Kennedy, élu sénateur à 30 ans en 1962), jamais élu au Congrès américain en battant le démocrate sortant Birch Bayh. Dan Quayle sera réélu triomphalement en 1986.
Durant son mandat, il travaille surtout sur les dossiers concernant la défense, le contrôle des armes, les ressources humaines et se fait apprécier par ses pairs des deux bords politiques.
En 1986, il apporte son soutien à un candidat non qualifié pour un poste de juge fédéral ; il s'agit du premier véritable accroc à sa carrière politique.

#### Élection présidentielle américaine de 1988
En août 1988, à la convention républicaine à La Nouvelle-Orléans, George H. W. Bush le choisit comme colistier sur le ticket républicain pour l’élection présidentielle de novembre.
On reproche alors à Dan Quayle son inexpérience politique pour être président le cas échéant. D'autres, plus à gauche, le trouvent intellectuellement « faiblard ». Lors d'un débat télévisé avec Lloyd Bentsen, candidat démocrate à la vice-présidence, Dan Quayle contre-attaque en comparant sa propre expérience à celle de John Kennedy quand il devint président. Le candidat démocrate lui rétorque alors :
« Sénateur, j'ai servi avec Jack Kennedy. Je connaissais Jack Kennedy. Jack Kennedy était mon ami. Sénateur, vous n'êtes pas Jack Kennedy. »
Interloqué par cette réponse cinglante, Dan Quayle est incapable de répondre intelligemment. L'effet de la réponse de Bentsen est dévastateur pour Dan Quayle — et abondamment utilisé par ses adversaires.
Cependant, l'élection est quand même gagnée par les républicains, avec 53 % des suffrages, 40 États et 426 votes de grands électeurs, contre 46 % aux démocrates, menés par Michael Dukakis.

### Vice-présidence (1989-1993)
Dan Quayle devient le 44e vice-président, du 20 janvier 1989 jusqu'au 20 janvier 1993.
Tout au long de sa vice-présidence, Dan Quayle, devenu une véritable tête de turc, continue à être ridiculisé par les médias, notamment à cause de certaines gaffes notoires commises dans le cadre de ses discours :
« Notre pays est engagé de façon irréversible sur une voie où il y aura de plus en plus de démocratie ; mais cela pourrait changer. »
Certaines de ses gaffes ont été par la suite attribuées, à tort, à George W. Bush.
En 1991, Dan Quayle reçoit le prix Ig-Nobel (parodie du prix Nobel) « pour avoir démontré mieux que quiconque le besoin d'une éducation scientifique ».
Dan Quayle est aussi connu pour avoir corrigé une faute d'orthographe inexistante lors d'une visite à une école élémentaire : en juin 1992, à Trenton (New Jersey), il participe à un « spelling bee » (concours d'orthographe), et corrige de manière abusive « potato » (« pomme de terre » — l'orthographe correcte) en « potatoe ».
Dan Quayle est connu pour ses positions conservatrices. En 1992, il impute les émeutes de Los Angeles à la décadence des valeurs morales et de la famille, prenant comme exemple la série télévisée Murphy Brown, laquelle contribuerait, selon lui, à cette perte des valeurs : on y voit une femme célibataire élevant seule son enfant et exerçant une activité professionnelle qualifiée, et hautement rétribuée. Avec cette déclaration, Dan Quayle déclenche la fureur des milieux féministes et progressistes.
Son discours est surnommé le Murphy Brown speech, et la couverture médiatique qui s'ensuit porte un coup fatal aux ambitions du Parti républicain lors de l'élection présidentielle de 1992 (longtemps après cet éclat, son commentaire continuera à avoir de l'effet sur la politique aux États-Unis).
À l’élection présidentielle de 1992, la situation économique et la candidature de Ross Perot aboutissent à la défaite de George Bush et de Dan Quayle, contre Bill Clinton et Al Gore.

### Fin de carrière
Revenu à la vie civile, il rejoint un cabinet juridique, et entre autres activités, écrit ses mémoires de vice-président et d'autres livres politiques à succès.
En 2000, il se présente aux primaires républicaines pour l'élection présidentielle mais arrive huitième lors des caucus de l'Iowa, après lesquels il renonce.
Il est actuellement un des dirigeants du fonds Cerberus Capital Management.

### Vie privée
Dan Quayle est marié depuis 1972 avec Marilyn Tucker. Il est le père de trois enfants, dont Ben Quayle, lui aussi investi en politique.

## Dans la culture populaire
Dans la série de jeux vidéo Civilization, son nom est utilisé pour désigner le plus bas niveau de compétence que puisse atteindre le joueur en fin de partie[réf. nécessaire]. Une de ses citations sert aussi pour la dernière technologie du jeu Civilization IV : « Le futur sera meilleur demain ! ».
Dans le jeu vidéo Paganitzu (Apogee Software, 1991), la divinité maléfique Omigosh annonce la dévastation de l'humanité par ses soins, notamment en menaçant de faire de Quayle le président des Etats-Unis.
Dans le jeu vidéo Fallout 2, le personnage du vice-président de l'Enclave Daniel (Dan) Bird est une parodie directe de Dan Quayle, « Quayle » se prononçant de la même manière que « quail », le nom anglais de la caille. La plupart de ses dialogues dans le jeu sont des citations directes ou légèrement altérées de Quayle, et contiennent d'ailleurs la seule référence explicite à la NASA dans la série, puisqu'elle est remplacée par l'USSA (United States Space Administration) dans l'univers des jeux Fallout. De plus, les dialogues d'autres personnages à son propos ainsi que les conseils écrits donnés par Bird au président de l'Enclave, Dick Richardson, sont des références directes à la réputation d'incompétence, de faiblesse mentale et de maladresse de Quayle, incluant une référence directe à l'orthographe du mot « potato », orthographié « potatoe » par Bird.